# Bernd Mannhardt

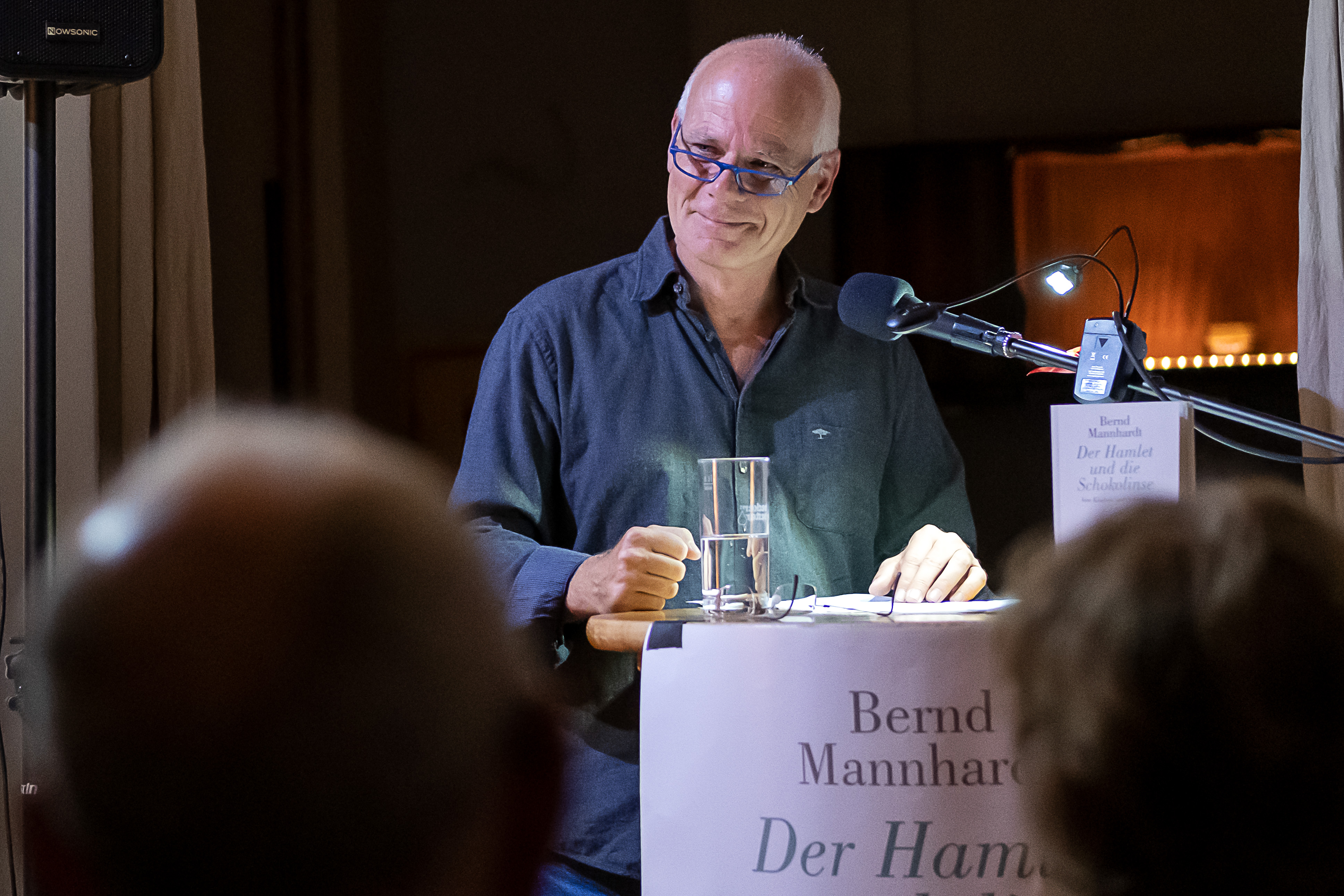
Bernd Mannhardt

Bernd Mannhardt (* 30. Juni 1961 in Berlin, † 31. Januar 2025 ebenda) war ein deutscher Schriftsteller.

## Leben
Mannhardt schrieb Reportagen und Rezensionen für das Berliner Stadtmagazin Zitty und verfasste Sendungsmanuskripte für das Radio-Feature des Deutschlandradio Kultur und Kurzhörspiele für WDR und HR.
2015 erschien sein Roman-Debüt „Schlussakkord. Ein Moabit-Krimi“ beim Berliner be.bra verlag. Daraus entwickelte sich ein Reihentitel um den „Kommissar Hans-Joachim Freisal“. Neben den Freisal-Romanen schreibt Bernd Mannhardt Kurzgeschichten, die 2014 als Textsammlung beim Schardt Verlag, Oldenburg, herausgekommen sind.
Bernd Mannhardt war von 2013 bis 2022 Mitglied im Syndikat, der Autorenvereinigung deutschsprachiger Kriminalliteratur.
Bernd Mannhardt lebte in Berlin. Er ist am 31. Januar 2025 nach kurzer schwerer Krankheit in Berlin gestorben. Er erlag einem Krebsleiden. 

## Werke

### Romane
- Freisal-Roman Schlussakkord. Ein Moabit-Krimi. Berlin-Krimi-Verlag, be.bra-verlag, Berlin 2015, ISBN 978-3-89809-538-9.
- Kriminalsatire Tide, Tat & Tod. Eine Genre-Pesiflage. Schardt-Verlag, Oldenburg 2015, ISBN 978-3-89841-811-9.
- Freisal-Roman Keimzeit. Ein Moabit-Krimi. Berlin-Krimi-Verlag, be.bra-verlag, Berlin 2016, ISBN 978-3-89809-524-2.
- Freisal-Roman Giftzwerg. Kriminalroman. Berlin-Krimi-Verlag im be.bra-verlag, Berlin 2017, ISBN 978-3-89809-548-8.
- Familienkomödie Franki goes Hiddensee. Insel-Winter-Trip. epubli, Berlin, 2019, ISBN 978-3-7502-4714-7
- Satirischer Roman Ich liebe Schlager - eine beschwingte Anamnese, epubli, Berlin, 2024, ISBN 978-3-759825-58-2

### Kurzgeschichten
- Anthologie (Hrsg.) Mordskohl. Kurzkrimis zu Ehren der Dithmarscher Kohltage. Schardt-Verlag, Oldenburg 2013, ISBN 978-3-89841-681-8.
- Sammlung Du kommst mir gerade richtig! Mordsfidele Geschichten für quietschvergnügte Leser. Schardt-Verlag, Oldenburg 2014, ISBN 978-3-89841-744-0.
- E-Book Der Nylonstrumpfmachinenführer. BookRix, München 2016, ISBN 978-3-7396-7970-9.
- Memoiren Der Hamlet und die Schokolinse. Vom Kindsein und Schreiben. Schardt-Verlag, Oldenburg 2019, ISBN 978-3-96152-206-4

### Theaterstücke
- Wahnsinn eines Liebenden. in der Anthologie „Stücke für zwei Personen“, Martina Waller (Hrsg.), Grafenstein Verlag, München 1987, ISBN 978-3-924322-10-6
- Ich und Spitzweg oder umgekehrt. Poeten-Posse. GARN-Theater, Uraufführung in der Inszenierung und Darstellung von Ulrich Radoy, Berlin, 1994
- Wahnsinn eines Liebenden. Theater an der Rott, Inszenierung: Peter Nüesch. Darsteller: Gerrit Krause, Uraufführung Eggenfelden, 2007
- Spielverderber. Sechs böse Stücke. Sammlung, epubli, Berlin, 2011, ISBN 978-3-8442-0826-9.

### Hörspiele
- Solowetz oder: Warte, warte nur ein Weilchen. Westdeutscher Rundfunk Köln Sprecher: Volker Niederfahrenhorst, Günter Dybus | Regie: Josef Walimann. Produktion: WDR | Ursendung: 1991
- Liesbeth ist tot. Sprecher: Uwe Koschel, Walter Renneisen | Regie: Christian Gebert | Produktion: HR | Ursendung: 1994
- Zwicks Mühle. Hessischer Rundfunk Frankfurt a. M., Sprecher: Eva Gosciejewicz, Hermann Treusch, Edgar M. Boehlke | Regie: Peter Bongartz | Produktion: HR | Ursendung: 1994
- Talk light. Hessischer Rundfunk Frankfurt a. M., Sprecher: Michael Quast, Friedrich-Karl Praetorius | Regie: Marlene Renner | Produktion: HR | Ursendung: 1994

### Hörbücher
- Kurzgeschichte Der Nylonstrumpfmaschinenführer. gelesen von Matthias Ernst Holzmann, Autorenlabel HörMal!, Berlin 2016.
- Kurzkrimi Mordsalibi. gelesen von Matthias Ernst Holzmann, Autorenlabel HörMal!, Berlin 2017.
- Kurzkrimi Eine italienische Bekanntschaft. gelesen von Matthias Ernst Holzmann, Autorenlabel HörMal!, Berlin 2017.
- Solo-Satire Herr Schreiber blockiert. Poeten-Posse. gelesen von Matthias Ernst Holzmann, Autorenlabel HörMal!, Berlin 2017 (zugleich als Taschenbuch und E-Book, ISBN 978-3-7450-7484-0).
- Autorenlesung Bernd Mannhardt: Live in Gießen. Mitschnitt vom Gießener Krimifestival „Mordwörtlich“ in Gießen, Autorenlabel HörMal!, Berlin 2017.
- Familienkomödie Franki goes Hiddensee. Insel-Winter-Trip gelesen vom Autor, Autorenlabel HörMal!, Berlin, 2019.